# Faerské referendum za nezávislost
Faerské referendum za nezávislost se konalo roku 1946 po 2. světové válce, jež napomohla sílícímu národnímu cítění, které si po dobu dánské podřízenosti Německu řídilo svou samosprávu samo. I když se většina hlasujících vyslovila pro nezávislost na Dánsku a zřízení vlastního státu, chaos, který byl kolem voleb, vedl k následnému setrvání v rámci Dánska. Roku 1948 se tak Faerské ostrovy staly samosprávnou zemí Dánské říše.

## Výsledky[2]
| Výběr                  | Hlasy |
| ---------------------- | ----- |
| Pro nezávislost        | 5660  |
| Pro setrvání s Dánskem | 5499  |

## Získání autonomie
Výsledek referenda sice na jednu stranu byl ve prospěch hnutí za nezávislost, avšak následná interpretace zabránila vytvoření nezávislého státu a Faerské ostrovy přistoupily na rozhovory a vyjednávání s Dánskem, které vedly k příslibu autonomie, jež byla udělena roku 1948. S tím došlo k vytvoření samosprávného celku v rámci Dánské říše.